# 中华人民共和国主席存废之争
中华人民共和国主席存废之争，是中国文化大革命期间，中共中央主席毛泽东与中共中央政治局部分委员之间关于在新宪法中废除国家主席这一职位的争执。这场争执后来被中共解释为林彪篡党夺权的证据。
1970年3月开始，在讨论宪法草案的过程中，毛泽东多次提出废除国家主席职务，遭到包括林彪在内的许多中央领导的反对。中央委员们纷纷将此作为表明自己立场的机会，在1970年8月的中共中央庐山会议上达到高潮，并随着陈伯达倒台戛然而止。此后，毛泽东的意见占据上风，九届二中全会于1970年9月6日形成一份“基本同意”的《中华人民共和国宪法修改草案》，在废除国家主席职务的同时，在正文规定毛泽东“是我国无产阶级专政的元首，是全国全军的最高统帅”，林彪“是毛主席的亲密战友和接班人，是全国全军的副统帅”。林彪叛逃后，第四届全国人大筹备工作暂停，修宪进程中断。1975年，第四届全国人大通过的新宪法正式废除了这一职务。
国家主席存废之争一直是一场普通争论，直到1971年8月的毛泽东南巡中，这次发生于一年之前的争执首次被毛泽东提升成为林彪篡党夺权的证据。毛泽东去世之后，中共延续了这一论断。虽然在1980年公审时，国家主席问题并未作为林彪集团的证据，然而在中共官方史料中，仍然坚持“林彪想当国家主席，急于夺权”的提法。

## 背景
1966年文化大革命爆发以后，国家主席刘少奇因为与毛泽东之间的严重分歧，被作为头号打击对象而迅速失势。在1968年的中共八届十二中全会上，刘少奇被免去党内外一切职务，开除出党；次年，刘少奇因病去世。刘少奇被罢免后，国家主席的位置空缺，当时两位国家副主席宋庆龄和董必武代理主席职务，却没有以副主席的身份继任国家主席。

## 问题发端
1969年中共九大之后，毛泽东决定召开四届全国人大，并起草新宪法。1970年3月，周恩来给毛泽东写信汇报宪法草案，毛泽东读完之后，作出“改变国家体制，不设国家主席”的指示。毛泽东说明：“宪法中不要写国家主席这一章，我也不当国家主席”。3月16日，中共中央政治局通过《关于修改宪法问题的请示》送呈毛泽东，毛泽东在批示中再次明确不设国家主席，但未解释原因。
对此，林彪表示：1.主张设立国家主席，并由毛泽东担任；2.国家副主席可有可无，可单可多；3.他不适合担任国家副主席。1970年4月12日，中共中央政治局常委、国务院总理周恩来主持中央政治局讨论林彪意见，“多数政治局成员同意仍由毛泽东担任国家主席，周恩来对此也没有提出异议”。康生甚至提议如果毛泽东不愿意担任国家主席，可以由林彪担任。支持设立国家主席，不仅仅是中央委员们的意见，而且还是全国各地方讨论宪法草案反馈的共同意见，康生有报告“根据广大群众的热切愿望，希望毛主席当国家主席，林副主席当国家副主席；如果是毛主席、林副主席都不当，那就不要。最后到底怎么样，请毛主席定。"
4月下旬，毛泽东第三次提出不设国家主席。他说：“孙权劝曹操当皇帝。曹操说，孙权是要把他放在炉火上烤。我劝你们不要把我当曹操，你们也不要当孙权。”直到这时，仍然有部分政治局委员坚持设立国家主席，毛泽东第四次提出不设国家主席，但始终拒绝给出理由。
鉴于毛泽东的强硬态度，7月18日，周恩来终于改口，收回意见，提出可以考虑不设置国家主席。

## 庐山会议与林彪失势

### 矛盾爆发
1970年8月13日午前，宪法起草小组的成员吴法宪与康生、张春桥就是否将“毛泽东思想是各项工作的指南”这句话写入宪法问题发生激烈冲突。张春桥借毛泽东的谈话暗讽林彪是赫鲁晓夫，引发了周恩来和林彪的关注。林彪集团与康生、张春桥集团的矛盾升级。

### 庐山事件
一星期之后，在8月22日在庐山召开的中共九届二中全会常委预备会议上，国家主席问题的讨论再度发热。四个政治局常委林彪、周恩来、康生、陈伯达在明知毛泽东坚决反对设立国家主席的情况下，再度提出设立国家主席。由于毛泽东拒绝给出理由，周恩来考虑到毛泽东可能是不愿意从事外事活动，提出「如果设国家主席，今后接见外国使节等外交礼仪活动可以由国家主席授权」康生指出：「设国家主席，这是全党全国人民的希望，我们在起草宪法修改草案时也这么希望，但又不敢违反主席关于不设国家主席的意见。处在这一矛盾中，我们感到压力很大」。
小组讨论中，由汪东兴、陈伯达、吴法宪带头發难，指责张春桥「利用毛主席的伟大谦虚反对毛主席」。大部分中央委员在小组讨论会上也加入批斗张春桥「反对毛主席」，并支持由毛泽东担任国家主席和鼓吹毛泽东是天才。批判达到高潮时，许世友等人写信给毛泽东表忠，要求将张春桥流放农场劳改 。
「有的人不仅不要毛主席当国家主席，连毛泽东思想都不要。用毛泽东思想武装起来的人民，可以识破这些坏蛋」。陈伯达接话：「有的反革命分子听说毛主席不当国家主席，欢喜的跳起来了。」——庐山会议小组讨论阶段华北组二号简报部分内容
8月25日，毛泽东发动反击，写了他的第二张大字报《我的一点意见》指责陈伯达的天才论，停止了小组讨论。毛泽东指责庐山上事件为「炸平庐山，停止地球转动之势」。
庐山会议成为国家主席争论的终结。从此毛泽东以「反潮流」自居，发动了批陈整风运动，矛头对准了中央军委办事组和叶群。批陈运动一直持续的1971年春天，军委办事组被指责在庐山「欺骗了二百多个中央委员」，是「未遂军事政变」。在批斗陈伯达和军委办事组的过程中，毛泽东逐渐将矛头对准林彪本人。1970年12月，毛泽东在与斯诺的谈话中，提到他六次反对设立国家主席， 「我不当国家主席。我讲了六次，一次就算讲了一句吧，就是六万句，他们都不听嘛。半句也不顶，等于零。名曰树我，不知是树谁人，说穿了是树他自己。」 

### 毛泽东南巡
1971年8月，毛泽东秘密南巡。在南巡期间，毛泽东再次提到了早已不再争论的废除国家主席的问题，并首次将其上升到篡党夺权的高度。他说 “有人急于想当国家主席，要分裂党，急于夺权”，庐山上搞突然袭击“纲领就是设国家主席，就是天才”。
毛泽东的指责，使得本来为国家体制的正常讨论变成了政治斗争的把柄。消息传到北戴河，正在此处休养的林彪受到震动。

## 成为林彪集团主要罪名
9月13日，林彪出逃死于坠机事故，中共在给林彪安排罪名的时候，正式将“主张设立国家主席”定为林彪集团的罪名。随后，中共在查办林彪集团案的时候，鉴于从“天才论”议题本身难以下手，为了坐实林彪篡党夺权，强化了“国家主席存废议题”在林彪案中的作用，专案组引诱吴法宪供认叶群曾经说过“不设国家主席，林彪往哪儿搁”这句话，作为林彪篡党夺权的证据。 
专案组从吴法宪处得到叶群这个说法之后，如获至宝，1973年中央连续下发多个关于林彪叛党集团的文件，反复提到叶群这句话。叶群这句话也是林彪“大舰队”参与武装政变阴谋的“罪证”之一。文革研究学者王年一、何蜀认为，国家主席问题涉及国家体制，多数政治局委员对于涉及国家大事的重大问题有激烈反应完全可以理解，而撤销国家主席职务这样的更改国家体制的提议，毛泽东应光明正大地说明原因和理由，但他一直未能做出解释，反而指责反对者有阴谋。
然而吴法宪后来在回忆录中认为这是伪证，这句话实际上是汪东兴跟程世清说的，与叶群无关。邱会作和李作鹏也在回忆录中均指责吴法宪作伪证。鉴于该说法无法立足，在最终的起诉书中，并未出现国家主席问题。
由于林彪事件之后，国家主席议题跟篡党夺权相联系，再也没有人敢提出异议。到了1975年第四届全国人民代表大会召开，通过新的《中华人民共和国宪法》，正式修宪废除国家主席和副主席的职务。